# Rune Eriksen
Rune Eriksen, pseud. Blasphemer, Herr Schmitt (ur. 13 stycznia 1975 w Oslo) – norweski muzyk, kompozytor, wokalista i instrumentalista. Popularność zyskał jako gitarzysta blackmetalowej grupy muzycznej Mayhem w której występował od 1995 roku do 2008 roku. Ponadto współpracował z takimi grupami jak Aura Noir, Mezzerschmitt, Ava Inferi, Amicus oraz In Silence.
W 2011 roku wraz z perkusistą Cryptopsy – Flo Mounierem i basistą Steve'em Tuckerem nawiązał współpracę z egipskim artystą Nader Sadkiem. Debiutancki album projektu sygnowanego jako Nader Sadek pt. In the Flesh ukazał się 16 maja 2011 roku nakładem wytwórni muzycznej Season of Mist. W 2015 roku muzyk opuścił skład zespołu.

## Wybrana dyskografia
- Mayhem – Grand Declaration of War (2000, Season of Mist)[6]
- Mezzerschmitt – Weltherrschaft (2002, Middle Pillar Presents)
- Mayhem – Chimera (2004, Season of Mist)
- Ava Inferi – Burdens (2006, Season of Mist)
- Mayhem – Ordo Ad Chao (2007, Season of Mist)[7]
- Ava Inferi – The Silhouette (2007, Season of Mist)
- Aura Noir – Hades Rise (2008, Peaceville Records)
- Ava Inferi – Blood of Bacchus (2009, Season of Mist)
- Nader Sadek – In the Flesh (2011, Season of Mist)
- Ava Inferi – Onyx (2011, Season of Mist)
- Root – Heritage of Satan (2011, Agonia Records, gościnnie: gitara)

## Filmografia
- Death Metal Murders (2005, film dokumentalny, produkcja: BBC Two, Sam Bagnall, Elena Cosentino)
- Metal: A Headbanger’s Journey (2005, film dokumentalny, reżyseria: Sam Dunn, Scot McFayden)[8]